# Андрієвка (село, Янаульський район)
Андрі́євка (рос. Андреевка, башк. Андреевка) — село у складі Янаульського району Башкортостану, Росія. Входить до складу Ямадинської сільської ради.
Населення — 357 осіб (2010; 380 у 2002).
Національний склад:
- удмурти — 87 %